# Jorge Larrionda
Jorge Luis Larrionda Pietrafesa (Montevidéu, 9 de março de 1968) é um árbitro de futebol uruguaio.

## Biografia
Escriturário de profissão, estreou na primeira divisão uruguaia em 1993 e da FIFA desde 1998.
Arbitrou finais da Copa Libertadores da América de 2003, 2005, 2006, 2007 e 2009; Copa Sul-Americana de 2005 e 2008 e a Recopa Sul-Americana de 2005.

## Copa do Mundo
Participou da Copa do Mundo FIFA 2006 arbitrando quatro partidas: Portugal 1x0 Angola - 1ª. fase, Itália 1x1 Estados Unidos, 1ª. fase, França 2x0 Togo - 1ª. fase e França 1x0 Portugal - semifinal.
Selecionado para participar da Copa do Mundo FIFA 2010, juntamente com os assistentes e compatriotas Pablo Fandiño e Mauricio Espinosa.
Pela Copa do Mundo FIFA 2010, esteve envolvido num lance de muita polêmica. Na partida 51, entre Alemanha e Inglaterra, válido pela fase final da competição, o meio-campista Frank Lampard, da seleção inglesa, marcou um gol por cobertura, com a bola batendo no travessão e quicando dentro do gol. O árbitro e seus assistentes não validaram o lance, e a seleção inglesa acabou derrotada e eliminada.